# Tông Nhân phủ

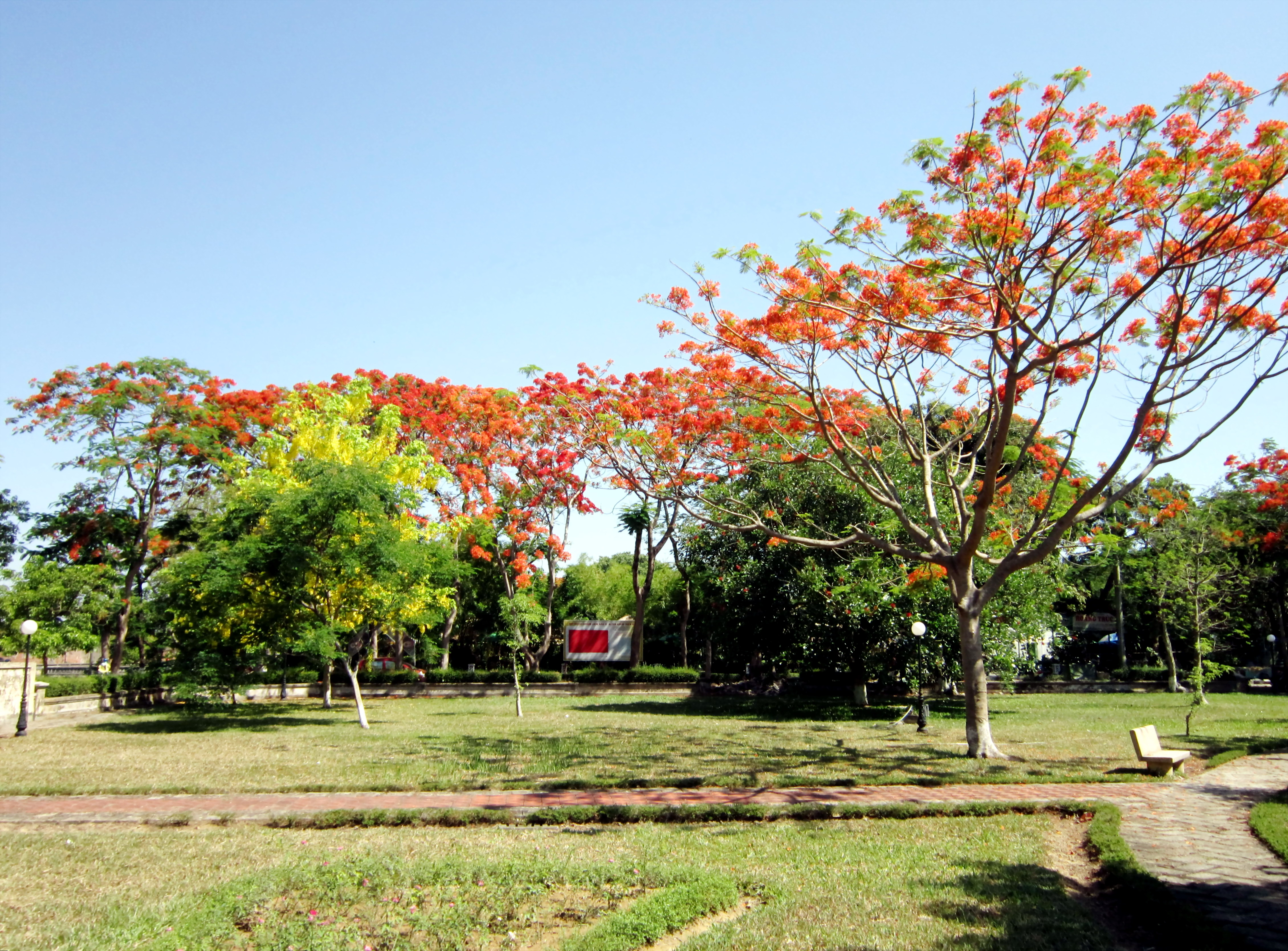
Tông Nhân phủ của nhà Nguyễn, tọa lạc trên phần đất của công viên Nguyễn Văn Trỗi ngày nay.

Tông Nhân phủ (chữ Hán: 宗人府, pinyin: Zōngrén Fǔ; wade-Giles: Tsung-jen Fu; tiếng Anh: Court of the Imperial Clan), còn gọi Tông Chính phủ (宗正府), là cơ quan quản lý nội bộ hoàng tộc thời quân chủ Trung Hoa và Việt Nam.
Nhiệm vụ chính của cơ quan này là trông nom sổ sách của hoàng tộc, soạn thảo ngọc phả, việc ghi chép ngày sinh và ngày mất cùng sơ yếu lý lịch của mọi thành viên trong hoàng tộc, cộng thêm việc thờ cúng đền miếu trong hoàng tộc. Ban đầu, Tông Nhân phủ chỉ là nơi lưu giữ ghi chép, song về sau thì cơ quan này cũng có quyền hạn giải quyết các vấn đề có liên quan đến các Thân vương, Công tử và Công tôn trong hoàng tộc.

## Tại Trung Hoa
Tông Nhân phủ cơ quan được thành lập vào năm Hồng Vũ thứ 3 (1370) bởi Minh Thái Tổ với tên gọi Đại Tông Chính viện [大宗正院]. Sang năm Hồng Vũ thứ 22 (1389), chính thức đổi tên thành [Tông Nhân phủ].
Cơ quan này dựa trên cơ sở các cơ quan trước đó như Tông Chính tự (宗正寺) của nhà Đường và Thái Tông Chính viện (太宗正院) của nhà Nguyên. Dưới triều đại nhà Minh, ban đầu Phủ được đứng đầu bởi một Thân vương, về sau thì do đại thần họ ngoại có công lao kiêm quản rồi cuối cùng chịu sự quản lý của bộ Lễ. Chức vị trong Tông Nhân phủ thời nhà Minh có:
- Tông Nhân lệnh (宗人令): 1 người; hàm Chính nhất phẩm. Tần vương Chu Sảng từng nhậm;
- Tả Tông chính (左宗正): 1 người; hàm Chính nhất phẩm. Tấn vương Chu Cương từng nhậm;
- Hữu Tông chính (右宗正): 1 người; hàm Chính nhất phẩm. Yên vương Chu Đệ từng nhậm;
- Tả Tông nhân (左宗人): 1 người; hàm Chính nhất phẩm. Chu vương Chu Túc từng nhậm;
- Hữu Tông nhân (右宗人): 1 người; hàm Chính nhất phẩm. Sở vương Chu Trinh từng nhậm;

Dưới triều đại nhà Thanh, lại ở bên ngoài bộ máy hành chính thông thường. Trong cả hai triều đại, cơ quan này bao gồm các thành viên là các hoàng thân quốc thích. Phủ thường xuyên báo cáo về khai sinh, kết hôn, tử vong và lập gia phả của hoàng tộc, gọi là [Ngọc điệp; 玉牒]. Phả hệ hoàng gia đã được sửa đổi 28 lần trong suốt triều đại nhà Thanh. Cơ cấu Tông Nhân phủ thời nhà Thanh có phân ra phức tạp hơn, thuộc hai phạm trù Đường quan (堂官) cùng Thuộc quan (屬官).
- Đường quan:
  - Tông lệnh (宗令): 1 người; ban đầu nhất định phải là [Thân vương] hoặc [Quận vương] mới bổ nhiệm chức này, dần về sau không còn câu nệ tước vị. Chức vụ này chưởng quản toàn bộ các thuộc tỳ, kỳ phân của thành viên hoàng tộc, soạn ngọc điệp, ứng tước lộc, lệ bè phái, thân giáo giới, nghị thưởng phạt, lo các chuyện lăng miếu.
  - Tả Hữu Tông chính (左右宗正): mỗi chức 1 người; phụ tá Tông lệnh.
  - Tả Hữu Tông nhân (左右宗人): mỗi chức 1 người; phụ tá Tông lệnh.
  - Phủ thừa (府丞): một người Hán; quản lý văn bản chữ Hán, hàm Chính tam phẩm;
- Thuộc quan:
  - Mãn đường chủ sự (滿堂主事): 2 người, hàm Chính lục phẩm; chưởng quản văn bản chữ Mãn.
  - Hán đường chủ sự (漢堂主事): 2 người, hàm Chính lục phẩm; chưởng quản văn bản chữ Hán.
  - Kinh Lịch ti Kinh lịch (經歷司經歷): hàm Chính lục phẩm; quản việc xuất nạp văn tự. Tôn Thất đảm nhận.
  - Tả Hữu nhị ti Lý Sự quan (左右二司理事官): hàm Chính ngũ phẩm; cơ quan này chuyên quản lý ghi chép về hai cánh dòng hoàng tộc, là [Tôn Thất] cùng [Giác La]. Quản mọi ghi chép về lai lịch, tập tước, tuổi tác, con cái và chỗ mai táng. Tôn Thất đảm nhận.
  - Tả Hữu nhị ti Phó Lý Sự quan (左右二司副理事官): hàm Tòng ngũ phẩm; phụ tá Lý Sự quan. Tôn Thất đảm nhận.
  - Tả Hữu nhị ti Chủ sự (左右二司主事): mỗi chức có hai người; Tôn Thất đảm nhận.
  - Tả Hữu nhị ti Ủy Thự Chủ sự (左右二司委署主事): mỗi chức có hai người; Tôn Thất đảm nhận.
  - Tả Hữu nhị ti Bút thiếp thức (左右二司筆帖式): mỗi chức có 24 người; Tôn Thất đảm nhận.
  - Tả Hữu nhị ti Hiệu Lực Bút thiếp thức (左右二司效力筆帖式): mỗi chức có 24 người; Tôn Thất đảm nhận.

## Tại Việt Nam
Ở Việt Nam, Tông Nhân phủ bắt đầu có từ thời nhà Trần do mô phỏng theo chế độ nhà Đường và nhà Minh, tên gọi là [Tông Chính phủ], sau cải tên thành [Đại Tông Chính phủ], giữ việc soạn gia phả hoàng tộc. Chức đứng đầu gọi là [Đại Tông Chính], đều do Thân vương đảm nhận, như thời Trần Thánh Tông có Nhân Túc vương giữ chức [Nhập nội phán Đại tông chính], chức vụ rất quan trọng. Thời Trần Thuận Tông, bổ nhiệm Hành khiển kiêm chức này, do vậy [Đại Tông Chính] chỉ còn là hư hàm. Thời Lê sơ mới vào thì bãi bỏ.
Từ thời Lê trung hưng, cơ quan này được gọi là [Tông Nhân phủ] theo quy chế nhà Trần, trực tiếp điều hành là [Tông Nhân lệnh] - một người trong hoàng tộc có cấp bậc cao được Hoàng đế bổ nhiệm. Dưới có [Tả Tông chính] cùng [Hữu Tông chính], rồi [Kiểm hiệu], phẩm trật đều từ Chính tam phẩm trở xuống. Chức [Tông Nhân lệnh] bao giờ cũng dùng người trong hoàng tộc, có trách nhiệm thường xuyên xét tài năng cùng phẩm hạnh của người trong hoàng tộc, sau đó đưa cho bộ Lại chỉ định dùng hay không. Cơ quan này cũng giải quyết các vấn đề kiện tụng trong hoàng thất.
Đời nhà Nguyễn, Tông Nhân phủ chuyên trách các công việc của hoàng tộc, từ việc chọn người kế vị đến việc cắt cử người hầu, do Hoàng đế trực tiếp điều hành. Khi Thiệu Trị Đế lên ngôi, vì tránh húy [Miên Tông; 綿宗], Tông Nhân phủ phải cải thành [Tôn Nhân phủ; 尊人府]. Thời Pháp thuộc, từ năm 1897, Hội đồng Tôn Nhân phủ chịu sự kiểm soát trực tiếp của Toà Khâm sứ Trung Kỳ.
Trong Tôn Nhân phủ thời Nguyễn, đặt lần lượt các chức như sau:
- Tông Nhân lệnh: 1 người-thời Gia Long thì trên Nhất phẩm;
- Tả Hữu Tông chính: 2 ngươi-thời Gia Long thì là Chính nhất phẩm;
- Tả hữu Tông nhân: lấy các Hoàng tử có tước Vương hoặc tước Công; coi việc sổ sách, xếp đặt tước lộc và phân chia ân lộc của Hoàng đế.
- Tả Hữu Tông khanh: lấy các người tước Tam phẩm trong hàng Tông Thất; văn võ mỗi hàng 1 người; phụ trách biên soạn sổ sách của Tôn Thất, xét thứ tự thừa ấm, tập ấm, phẩm trật cùng lương bổng.
- Tư giáo: hàm Tòng lục phẩm; là tộc trưởng của các hệ 1, hệ 2, hệ 3, hệ 5, hệ 7, hệ 9; mỗi hệ 1 người. Lấy người trong Tôn Thất đã có quan chức tương ứng mà kiêm sung, nếu không đủ thì nâng lên cho khớp, sau đó mới bổ nhiệm chức này.

Ngoài ra còn có Thừa Biện ty, được quản lý bởi một Lang trung hàm Chính tứ phẩm; Viên ngoại lang hàm Chính ngũ phẩm cùng Chủ sự hàm Chính lục phẩm. Dưới nữa còn có Tư vụ hàm Chính thất phẩm cùng Thư lại, hàm Chính Bát Cửu phẩm. Chức Thư lại được điều động vô phụ tá các [Tư giáo] của các phòng hệ.

## Sách tham khảo
- Khâm định Đại Nam hội điển sự lệ - phần "Tôn Nhân phủ"
- Lịch triều hiến chương loại chí
- Elliott, Mark C. (2001), The Manchu Way: The Eight Banners and Ethnic Identity in Late Imperial China, Stanford: Stanford University Press, ISBN 0-8047-3606-5.
- Elman, Benjamin A. (2000), A Cultural History of Civil Examinations in Late Imperial China, Berkeley and Los Angeles: University of California Press, ISBN 0-520-21509-5.
- Farmer, Edward L. (1995), Zhu Yuanzhang & Early Ming Legislation: The Reordering of Chinese Society following the Era of Mongol Rule, Leiden, New York, and Köln: E.J. Brill, ISBN 90-04-10391-0.
- Hucker, Charles O. (1985), A Dictionary of Official Titles in Imperial China, Stanford: Stanford University Press, ISBN 0-8047-1193-3.
- Hucker, Charles O. (1998), "Ming government", trong Denis Twitchett and Frederick W. Mote (biên tập), The Cambridge History of China, Volume 8: The Ming Dynasty, 1368-1644, Part 2, Cambridge: Cambridge University Press, tr. 9–105, ISBN 0-521-2433-5 {{Chú thích}}: Kiểm tra giá trị |isbn=: số con số (trợ giúp).
- Lui, Adam Yuen-chong (1990), Ch'ing Institutions and Society, 1644-1795, Hong Kong: Centre of Asian Studies, University of Hong Kong.
- Rawski, Evelyn S. (1988), "The Imperial Way of Death: Ming and Ch'ing Emperors and Death Ritual", trong James L. Watson and Evelyn S. Rawski (biên tập), Death Ritual in Late Imperial and Modern China, Berkeley and Los Angeles: University of California Press, tr. 228–253, ISBN 0-520-06081-4.
- Rawski, Evelyn S. (1998), The Last Emperors: A Social History of Qing Imperial Institutions, Los Angeles and Berkeley: University of California Press, ISBN 0-520-21289-4.
- Rhoads, Edward J.M. (2000), Manchu & Han: Ethnic Relations and Political Power in Late Qing and Early Republican China, 1861-1928, Seattle and London: University of Washington Press, ISBN 0-295-97938-0.
- Wu, Silas H. L. (1970), Communication and Imperial Control in China: Evolution of the Palace Memorial System, 1693-1735, Cambridge: Harvard University Press, ISBN 674-14801-0 {{Chú thích}}: Kiểm tra giá trị |isbn=: số con số (trợ giúp).